# Naila María González Rodríguez
Naila María González Rodríguez, nacida en Céltigos, Sarria, en 2003, es una poeta gallega.

## Trayectoria
En 2024 es estudiante del grado en Traducción e Interpretación en la Universidad de Vigo.

## Obras
- (De)catarse (2024). Editorial Caldeirón. 78 páginas. ISBN 978-8412806922. Poesía.

## Premios
- 2015: Fue una de las ganadoras del concurso ¿Qué es un rey para ti? cuando estudiaba en el colegio La Merced.[2]
- 2023: Ganadora del Premio Francisco Añón de Poesía de Outes por (De)catarse. El jurado del premio destacó "la frescura, agilidad, precisión y economía del lenguaje utilizado, al servicio de una voz poética que recorre pasajes significativos de la infancia, manejando al mismo tiempo el humor y la capacidad evocadora".[3]
- 2023: Tercer premio en el concurso de microrrelatos del Concello de Parada de Sil por Debeu ser o aire.[4]
- 2023: Ganadora del primer concurso de relato breve de Navidad Entre parágrafos nevados del Concello de Sarria por Volver é sempre a resposta.[5][6]
- 2024: Primer premio en el concurso de poesía Acouga-Casa dos Poetas, coordinado por la Fundación Curros Enríquez, por su obra A anarquía das pálpebras. El jurado destacó el ritmo de los poemas, cercano a la música pop.[7][8]